# Leena Lehtolainen
Leena Lehtolainen (Vesanto, 11 marzo 1964) è una scrittrice finlandese specializzata nella scrittura di romanzi polizieschi.
È conosciuta soprattutto per la serie con protagonista la poliziotta Maria Kallio.

## Biografia
Il suo primo romanzo è stato pubblicato quando aveva solo 12 anni. Ha studiato letteratura all'Università di Helsinki fino al 1995 e dal 1993 scrive romanzi polizieschi, in particolare la serie sulla poliziotta Maria Kallio. Dal 2007 ha iniziato a scrivere anche altri generi di libri. Le sue opere sono state tradotte in varie lingue: spagnolo, olandese, cinese, lituano, polacco, francese, svedese, tedesco, estone, ceco. Leena Lehtolainen è sposata con Mikko Lensu e ha due figli (Konsta Johannes, nata nel 1991 e Otso Olavi nata nel 1994). Nel tempo libero, essendo appassionata di musica, pratica canto, chitarra e pianoforte. Vive a Degerby, nella città di Ingå, a ovest di Helsinki.

## Premi e riconoscimenti
Lehtolainen ha vinto il premio annuale della Finnish Crime Novel Society nel 1997 e nel 1998. Ha ricevuto il Espoo City Award of Arts nel 2000 ed è stata nominata per il Glasnyckeln nel 2003. Nel 2020 ha ricevuto il premio nazionale Medaglia Pro Finlandia per meriti artistici.